# Sesma (Reino de Aragón)
Sesma, sexma o seysma en Aragón era una división administrativa del antiguo régimen para las tierras de realengo dentro de las comunidades de aldeas que agrupaba a varias aldeas. Su origen data de 1131, cuando el rey Alfonso I de Aragón establece la Comunidad de aldeas de Calatayud con el fin de repoblar las tierras de la extremadura aragonesa. Perduran hasta la división provincial de 1833.

Comunidad de aldeas de Calatayud.
Comunidad de aldeas de Daroca.
Comunidad de aldeas de Albarracín.
Comunidad de aldeas de Teruel.

Las comunidades de aldeas se estructuraban de la siguiente forma:
Existía una ciudad alrededor de la que se estructuraba la comunidad y que nunca estaba integrada en la comunidad de aldeas y varias sesmas en las que se integraban las aldeas pertenecientes a la comunidad. A diferencia de los sexmos de las comunidades de villa y tierra castellanas, no existía cabecera, sino que todas las aldeas eran iguales entre sí.
El número de sesmas variaba de una comunidad de aldeas a otra. Mientras que en la Comunidad de aldeas de Calatayud fueron seis las sesmas, en la de Albarracín fueron tan solo cuatro.

## División de las Comunidades de aldeas del Reino de Aragón
- Comunidad de aldeas de Calatayud
  - Sesma del río Ibdes
  - Sesma del río Jiloca
  - Sesma del río Jalón
  - Sesma del río de Berdejo
  - Sesma del río de la Cañada
  - Sesma del río Miedes

- Comunidad de aldeas de Daroca
  - Sesma de Langa
  - Sesma de Jiloca
  - Sesma de Barrachina
  - Sesma de Gallocanta
  - Sesma de Trasierra
  - Sesma de la Honor de Huesa constituida en la primera mitad del siglo XVII tras la compra del Señorío de Huesa y la Baronía de Segura

- Comunidad de aldeas de Teruel
  - Sesma del Campo de Sarrión
  - Sesma del Campo de Monteagudo
  - Sesma del Campo de Visiedo
  - Sesma del Campo de Cella
  - Sesma del Río Martín
  - Desde octubre de 1369 se tiene conocimiento de una sexta sesma, la Sesma de Rubihuelos.

- Comunidad de aldeas de Albarracín
  - Sesma de Jabaloyas
  - Sesma de Bronchales
  - Sesma de Villar del Cobo
  - Sesma de Frías de Albarracín